# Dejan Ajdačić

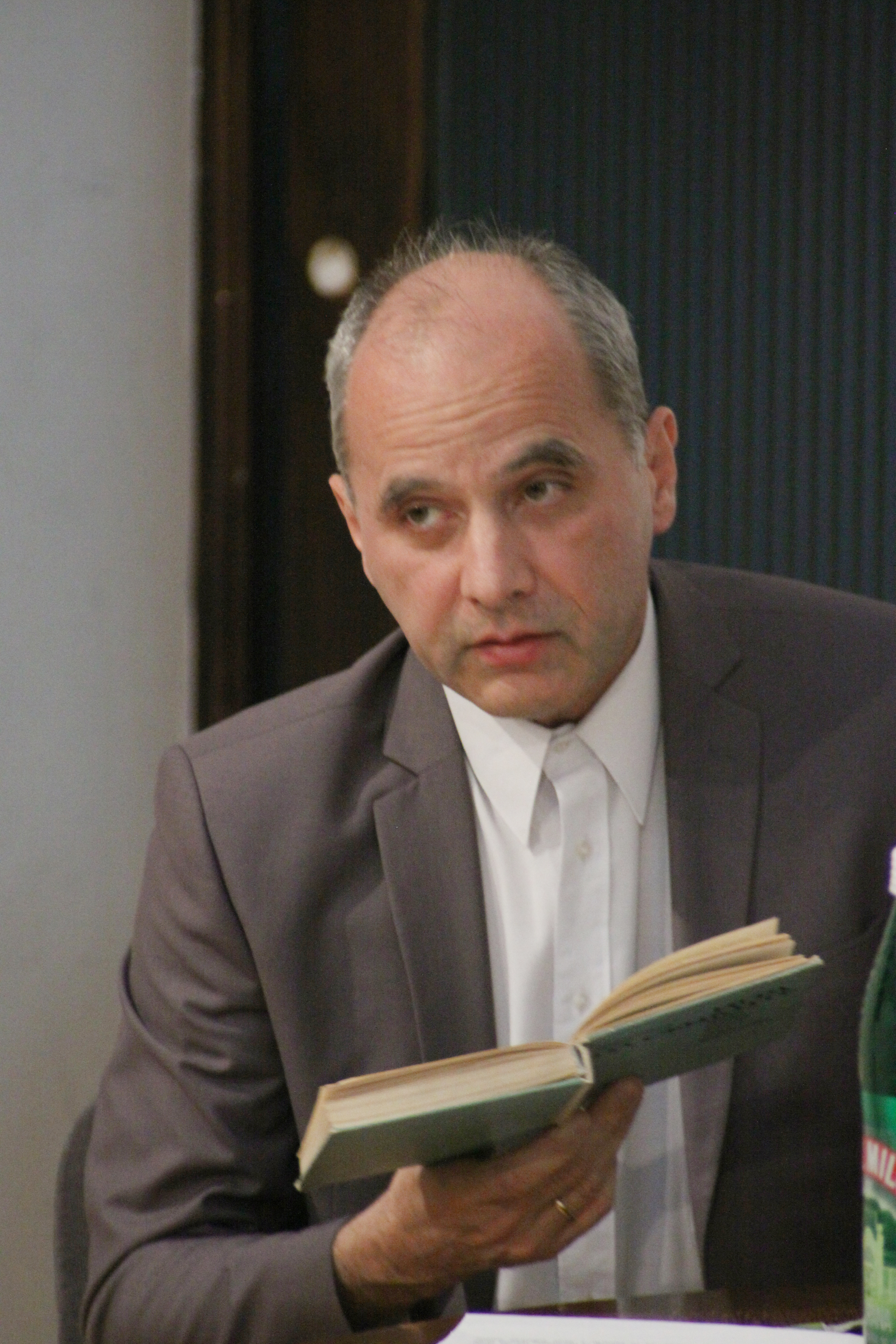
Dejan Ajdačić

Dejan Ajdačić serbisch-kyrillisch Дејан Ајдачић (* 22. Januar 1959 in Belgrad, Föderative Volksrepublik Jugoslawien) ist ein serbischer Philologe, Kulturwissenschaftler, Ethnolinguist, Literaturtheoretiker, Übersetzer und Herausgeber.

## Leben
Ajdačić wuchs in Belgrad auf. Seine Eltern Nadežda und Vladimir Ajdačić waren beide Physikochemiker. Er besuchte die Grundschule Drinka Pavlović, das Fünfte Belgrader Gymnasium und die Musikmittelschule Stanković.
Das Diplomstudium schloss er 1984 an der Philologischen Fakultät in Belgrad mit der Diplomarbeit Farben in der serbischen Volksdichtung ab. 1986 legte er seine Magisterarbeit Konzept der Liebe und Schönheit in der Dichtung der Dubrovnik-Renaissance ab und promovierte im Jahr 2000 mit der Schrift Die Welt der Dämonen in der Literatur der serbischen Romantik.
In den Jahren 1986 und 1987 arbeitete er in der Vuk-Stefanović-Karadžić-Stiftung und von 1988 bis 2002 in der Abteilung für Volksliteratur der Bibliothek der Universität Belgrad im Vojislav M. Jovanović-Haus. Im Haus dieses Schriftstellers und Folklorewissenschaftlers bearbeitete er dessen Bibliothek und Nachlass, Gespräche und Buchvorstellungen über Volkskultur sowie die wissenschaftliche Tagung „Das Magische und Ästhetische in der Folklore der Balkan-Slawen“ (1993) und Gespräche serbischer Schriftsteller über Pflanzen, Essens- und Hochzeitsbräuche für das Jahrbuch „Codes slawischer Kulturen“. Zusammen mit Ilija Nikolić gab er eine Publikation über Jovanović unter dem Titel „Zbornik radova o narodnoj književnosti“ (Sammelband über Volksliteratur) heraus. Mit Milanka Todić publizierte er Jovanovićs Arbeit als Amateurfotograf.
Von 2002 bis zum Herbst 2003 war er geschäftsführender Oberbibliothekar der Belgrader Universitätsbibliothek.
2003 übersiedelte er nach Kiew, wo er am Lehrstuhl für slawische Philologien des Philologischen Instituts der Nationalen Taras-Schewtschenko-Universität zunächst als serbischer Gastlektor arbeitete Anschließend war er dort bis 2013 als Dozent und danach als außerordentlicher Professor tätig.
Von 2016 bis 2018 unterrichtete er am Lehrstuhl für slawische Philologien der Philologischen Fakultät der Universität Łódź und war gleichzeitig Gastprofessor am Lehrstuhl für Slawistik der Universität Danzig.

## Werke
Ajdačić schrieb zusammen mit Ivan Srdanović Kurzgeschichten, die 1988 erstmals in Belgrad veröffentlicht wurden. Er veröffentlichte außerdem zahlreiche wissenschaftliche Aufsätze über die Folklore der Balkanslawen, über serbische und andere slawische Literatur in zahlreichen Sprachen sowie Übersetzungen aus dem Russischen, Ukrainischen, Bulgarischen und Italienischen.
Seit 1999 ist Ajdačić Leiter der elektronischen Bibliothek des serbischen Kultur- und Kulturnetzwerks Projekt Rastko. Er hat zahlreiche themenbezogene slawistische Sammelbände herausgegeben (u. a. über Erotik, Antiutopien, Wunder, alttestamentarische Legenden, Fantastik, Körper, Tesla, Venedig, Kiew), die in Belgrad, Krakau und Kiew veröffentlicht wurden. Er ist Herausgeber einer Anthologie des neueren serbischen Dramas in ukrainischer Sprache Novitnja serbs'ka dramaturgіja (2006) und Sammelbänden mit Aufsätzen von Vojislav M. Jovanović (1997, 2001), Novak Kolibarda (drei Bände 1998, 2011), Mykola Rjabtschuk (2003), Darko Suvin (2009), Per Jakobsen (2010) und Jerzy Bartminski (2011).

## Mitgliedschaften
Ajdačić ist Mitglied redaktioneller Beiräte, Redaktionsmitglied und Rezensent mehrerer wissenschaftlicher Zeitschriften in Bulgarien, Polen und Serbien.  Er ist Mitglied der Kommission für Ethnolinguistik sowie der Kommission für Folklorewissenschaft beim Internationalen Slawistenkomitee und seit 2018 außerdem Vorsitzender dieser Kommission.

## Publikationen (Auswahl)

### Monographien
- Izabrana dela. Belgrad 1988 (Mitverfasser Ivan Srdanović)
- Novak Kilibarda – naučnik, književnik. Bar, 2000.
- Prilozi proučavanju folklora balkanskih Slovena. Belgrad 2004, ISBN 86-83215-03-2.
- Korotkyj ukrajins'ko-serbs'kyj slovnyk spolučuvanostі slіv. Navčal'nyj slovnyk. Kiew 2005 (Mitverfasserin Julіja Bіlonog)
- Slavistička istraživanja. Belgrad 2007, ISBN 978-86-7363-521-7.
- Futuroslavija. Studije o slovenskoj naučnoj fantastici. Belgrad 2009, ISBN 978-86-84775-01-8.
- Futuroslavіja. Lіteraturoznavčі ogljady pro futurofantastyku. Kiew 2010, ISBN 978-966-439-305-5.
- Slavіstyčnі doslіdžennja: fol'klorystyčnі, lіteraturoznavčі, movoznavčі. Kiew 2010, ISBN 978-966-439-316-1.
- Demony і bogy u slov'jans'kyh lіteraturah. Kiew 2011, ISBN 978-966-439-411-3.
- Erotoslavija. Preobraženja Erosa u slovenskim književnostima. Belgrad 2013, ISBN 978-86-6081-110-5.
- Porivnjal'na serbs'ko-ukrajins'ka frazeologija: Navchal'nyj posibnyk. Kiew 2015 (Mitverfasserin Lidia Nepop-Ajdačić), ISBN 978-617-7241-49-1.
- Poredbena srpsko-ukrajinska frazeologija. Belgrad 2015 (MitverfasserinLidia Nepop-Ajdačić), ISBN 978-86-7974-371-8.
- Perunoslavija. O paganskim bogovima u nepaganska vremena. Belgrad 2016, ISBN 978-86-7974-414-2.
- Radovi Dejana Ajdačića: Anotirana bibliografija. Belgrad 2016 (Mitverfasserin Vera Petrović), ISBN 978-86-7974-426-5.
- Polonistički mozaik. Kiew 2016, ISBN 978-617-7241-87-3.
- SlovoSlavija: Etnolingvistika i poredbena frazeologija. Belgrad 2017, ISBN 978-86-7974-460-9.
- Srbistički mozaik: Književnost. Belgrad 2017, ISBN 978-86-7974-524-8.
- SlovoSlavia. Studia z etnolingwistyki słowiańskiej. Łódź 2018, ISBN 978-83-8088-987-3.

### Herausgeberschaften
- The Magical and Aesthetic in the Folklore of Balkan Slavs. Belgrad 1994.
- Fotografije Vojislava М. Jovanović. Belgrad 1997 (mit Milanka Todić).
- Novak Kilibarda: Epska mjera istorije. Podgorica 1998.
- Novak Kilibarda: Usmena književnosti pred čitaocem. 1998.
- Novak Kilibarda: Usmena književnost u službi pisane. 1998.
- Antiutopije u slovenskim književnostima. Belgrad 1999.
- Erotsko u folkloru Slovena. Belgrad 2000.
- Čudo u slovenskim kulturama. Belgrad 2000.
- Vojislav М. Jovanović: Zbornik radova o narodnoj književnosti. Belgrad 2001 (mit Ilija Nikolić).
- Mikola Rjabčuk: Od Malorusije do Ukrajine. Belgrad 2003.
- Novitnja serbs'ka dramaturgіja. Kiew 2006.
- Slovenska naučna fantastika. Belgrad 2007 (mit Bojan Jović).
- Darko Suvin: Naučna fantastika, spoznaja, sloboda. Belgrad 2009.
- O delu Dragoslava Mihailovića. Vranje 2009. (mit Zoran Momčilović).
- Ježi Bartminjski: Jezik, slika, svet : etnolingvističke studije. Belgrad 2011.
- Telo u slovenskoj futurofantastici. Belgrad 2011
- Ciało w futurofantastyce słowiańskiej / Pod red. Dejana Ajdačicia i Wacława Waleckiego, Kraków, 2013 (= Biblioteka Tradycji. Nr. 123).
- Tesla kao lik u umetnosti. Belgrad 2014 (= Albatros biblioteka. Band 169)
- O vrednostima u srpskom jeziku: zbornik etnolingvističkih radova. Belgrad 2015 (= Biblioteka Tematski zbornici. Band 1)
- Srpska književnost u ukrajinskom LitAkcentu. Belgrad 2015 (= Biblioteka Tematski zbornici. Band 2).
- Juda iskariotski u slovenskim kulturama. Belgrad 2016.
- Srbi i srpsko: zbornik radova. Belgrad 2016.
- Leksykon aksjologiczny Słowian i ich sąsiadów pod redakcją Jerzego Bartmińskiego. 5 HONOR / Red. Petar Sotirov, Dejan Ajdačić, Lublin 2017.
- Savremena slovenska fantastika i popularna kultura // Књижевна историја. Belgrad 2016, Nr. 160, 2016, S. 97–162, Nr. 161, 2017, S. 73–102.
- Prace Młodych Polskich Serbistów - Radovi mladih poljskih srbista. Belgrad 2018.
- Awangarda – serbski dadaizm i nadrealizm, Tygiel Kultury / Redaktorzy merytoryczni Dejan Ajdačić, Agata Kocot, 2018, S. 5–153.
- O vrednostima u srpskom jeziku: zbornik etnolingvističkih radova. 2, Belgrad. 2019.